# The Wedding!
The Wedding! (рус. Свадьба!) — сюжетная линия в комиксах о Человеке-пауке, опубликованная издательством Marvel Comics в ежегоднике The Amazing Spider-Man Annual #21 за 1987 год, и в которой Питер Паркер (Человек-паук) женится на своей лучшей подруге Мэри Джейн Уотсон. Рассказ был написан Дэвидом Мишелини и иллюстрирован художником Полом Райаном и Джоном Ромитой-младшим. Дизайн свадебного платья Мэри Джейн был разработан реальным модельером Вилли Смитом, а импровизированная церемония с использованием актёров прошла на нью-йоркском стадионе Shea Stadium с участием Стэна Ли.

## Сюжет
При помощи своей паутины, Человек-паук перемещается по городу и сталкивается с Электро. Он побеждает его и отправляется домой, чтобы найти Мэри Джейн Уотсон и обсудить детали их предстоящего воссоединения. Мэри Джейн уходит на фотосессию, оставляя Питера подумать над тем, как он планирует обеспечивать семью.
Питер берёт фотографии его последней драки с Электро, чтобы продать их в Daily Bugle, и с удивлением обнаруживает, что сотрудники редакции решили устроить вечеринку в честь бракосочетания Питера и Эм-Джей. Спустя некоторое время в офисе появляется Джей Джона Джеймсон, который оказывается недоволен тем, что его сотрудники развлекаются вместо того, чтобы работать. Как только Питер покидает редакцию, Джеймсон объявляет, что хочет сократить зарплату для всех, кто проигнорировал работу.
Питер не мог уснуть, прокручивая в голове предстоящую свадьбу. На следующее утро он, увидев Мэри Джейн, зависает на потолке и снова просит её выйти за него замуж, на что Мэри Джейн отвечает, что ненавидит очищать следы на потолке. Оба скрывают свои опасения по поводу готовящейся свадьбы. Мэри Джейн идёт на встречу со своим бывшим бойфрендом, который дарит ей два билета в Париж, воспользоваться которыми можно только в том случае, если она пропустит свадьбу. Питер идёт к своей тёте Мэй, где они вспоминают лучшие моменты знакомства с Эм-Джей. Через некоторое время приезжает и сама Эм-Джей со своей тётей, и вместе с Питером они объявляют о том, что намерены пожениться. Мэри Джейн уезжает на Ferrari со своим бывшим молодым человеком, а Питер отправляется домой на метро. Они встречаются вечером и решают ещё раз обсудить целесообразность бракосочетания.
На следующий день шафер Питера Флэш Томпсон и лучший друг Гарри Озборн устраивают предсвадебный мальчишник, на котором Питер признаётся, что не уверен в своём решении взять в жёны Мэри Джейн. Друзья отвечают ему, что любовь победит любые преграды. Тем временем Мэри Джейн также отправляется на вечеринку на другом конце города. После мальчишника Питер приходит домой, где ему снятся кошмары, в которых толпы его врагов нападают на Мэри Джейн, а он не в состоянии ей помочь. Питер просыпается в поту и недоумевает, что ему делать.
В день бракосочетания в мэрии Питер и Мэри Джейн опаздывают, заставляя всех нервничать. Они появляются в последнюю минуту, а Мэри Джейн ведёт к алтарю её дядя, судья Спенсер Уотсон. Мэри Джейн отдаёт Питеру билеты во Францию, которыми бывший жених пытался её соблазнить, и они отправляются в медовый месяц, чтобы начать новую жизнь как мистер и миссис Паркер.

### Spider-Man: One More Day
В попытке спасти жизнь тёти Мэй, Человек-Паук и Мэри Джейн заключили сделку с демоном Мефисто в сюжетной линии Spider-Man: One More Day и свадьба была стёрта из их памяти.

### Spider-Man: One Moment in Time
Подробности сделки с Мефисто были описаны в сюжете One Moment in Time. В рамках своего уговора, Демон подстроил нападение на Человека-Паука, в результате которого он пропустил свою свадьбу и в момент, когда Мэри Джейн стояла у алтаря, Питер лежал без сознания в переулке после удара по голове шлакоблочной плитой. Действия Мефисто положили начало новой цепочке событий, и привели к расставанию Питера и Мэри Джейн.

## Анимационная версия
В мультсериале 1994 года «Человек-паук» была показана анимационная версия бракосочетания Человека-Паука и Мэри Джейн (точнее, её клона, что выяснилось позже). Свадьбу пытался сорвать Зелёный Гоблин II, который намеревался заполучить Мэри Джейн. В отличие от оригинала, медовый месяц пары прошёл не в Париже, а на Ниагарском водопаде.

## Коллекционные издания
Сюжет был переиздан позже в виде коллекционного тома The Amazing Spider-Man: The Wedding в бумажной обложке (ISBN 0-87135-770-4) в октябре 1991 года и включал в себя помимо основного ежегодника The Amazing Spider-Man Annual #21 выпуски The Amazing Spider-Man (Vol. 1) #290—292 (июль—сентябрь 1987) и Not Brand Echh #6 (февраль 1968).
В 2005 году был выпущен сборник Marvel Weddings (ISBN 0785116869), в который вошли выпуски Fantastic Four #150, Fantastic Four Annual #3, Incredible Hulk #319, Avengers #59—60, #127, The Amazing Spider-Man Annual #21 и X-Men #30.